# Been a Son
Been a Son ist ein Lied der US-amerikanischen Rockband Nirvana. Es erschien erstmals auf der EP Blew im Dezember 1989.

## Inhalt
Die Melodie ist eigentlich Nirvana-untypisch und hat durchaus Ähnlichkeiten mit Beatles-Liedern der Alben Rubber Soul und Revolver. Der Text spielt auf Umstände an, die beispielsweise in China herrschen, wo weibliche Föten routinemäßig abgetrieben werden (vgl. Geschlechtsselektive Abtreibung).  
Das lyrische Ich erklärt etwa, dass eine nicht näher definierte weibliche Person „bei ihrer Geburt hätte sterben sollen“ („She should have died when she was born“), „sich von Freunden hätte fernhalten sollen“ („She should have stayed away from friends“), „die Dornenkrone hätte tragen sollen“ („She should have worn the crown of thorns“) und eben „ein Sohn hätte sein sollen“ („She should have been a son“).

## Versionen
Das Lied wurde in mindestens fünf Versionen veröffentlicht:
- 1989 als eine B-Seite auf der Blew EP. Dieselbe Version wurde auch 2002 auf dem Best-Of-Album Nirvana veröffentlicht.
- 1992 als Live-Version auf der Single zu Lithium.
- 1992 auf der Kompilation Incesticide. Diese Version wurde Ende 1991 mit dem englischen Radio-DJ Mark Goodier aufgenommen.
- 1996 auf dem Live-Album From the Muddy Banks of the Wishkah und in derselben Version 1994 bzw. 2006 auf dem Live-Video Live! Tonight! Sold Out!!.
- 2004 als Akustik-Version auf der CD-Box With the Lights Out.

## Kommerzieller Erfolg
Obwohl Been a Son nie offiziell als Single veröffentlicht wurde, erhielt das Lied für 90.000 verkaufte Einheiten 2023 eine Platin-Schallplatte in Dänemark.

## Coverversionen
Das Lied wurde außerdem von der Band Manic Street Preachers gecovert. Dieses Cover erschien 2003 auf deren Raritäten-Kollektion Lipstick Traces (A Secret History of the Manic Street Preachers).